# Zdenka Podkapova
Zdeňka Podkapová (Brno, 6 de agosto de 1977) é uma modelo erótica e de glamour, atriz ocasional, fotógrafa e ex-ginasta checa. Ela é mais conhecida por ter vencido o concurso Pet of the Year 2001 da revista americana Penthouse.

## Biografia
Antes de iniciar a carreira de modelo, Zdeňka foi uma ginasta por mais de dez anos. Ela integrou a Seleção da República Checa por cinco anos e foi por quatro vezes campeã nacional durante sua jovem carreira.
Depois de abandonar a carreira de ginasta, Zdeňka começou a estudar economia. Não estava entre suas aspirações tornar-se modelo. Aos 18 anos, um dia, enquanto corria em um parque, foi abordada por um fotógrafo chamado Christophe Mourthé que lhe ofereceu a chance de posar e modelar, mas ela acabou rejeitando a proposta. Porém, após terminar os estudos, Zdeňka o contatou e fez diversas sessões de testes. Naquela época ela não estava totalmente convencida de suas possibilidades, mas o fotógrafo gostou muito do seu “look”.
Em outubro de 1996, Zdeňka posou para o seu primeiro ensaio fotográfico, e em 1998 decidiu tentar a sorte e entrar em contato com a famosa revista Penthouse. Lá decidiram contratá-la e ela se mudou para os Estados Unidos. Suas primeiras fotos foram publicadas pela revista em abril de 1998. Zdeňka foi escolhida como Penthouse Pet of the Month 1999. Dois anos depois ela venceria o USA Penthouse Pet of the Year 2001. — “Foi uma grande surpresa para mim e eu chorei como uma bebê, porque eu era a primeira garota da história da República Checa e a segunda da Europa a conquistar o título de Pet of the Year”, disse emocionada.
Em seguida ela se tornou garota da capa de revistas como Perfect 10, Perfection, Esquire, QUO, Ironman, Front e Maxim. Ela também apareceu em vídeos eróticos e em alguns filmes adultos lésbicos, limitando suas aparições a cenas estritamente softcore.
Zdeňka Podkapová atualmente vive em sua cidade natal, Brno, na República Checa. Ela possui em seu site oficial uma espécie de blog no qual ela comenta sobre sua carreira e vida pessoal.

## Filmografia parcial
- 2000: Decadence de Andrew Blake (Studio A Entertainment)
- 2000: Secret Paris de Andrew Blake (Studio A Entertainment)
- 2000: Suze Randall's Super Sexy Newcomers (Suze Randall)
- 2000: Penthouse: Pet of the Year Play-Off 2001 de Nicholas Guccione (Penthouse)
- 2001: Penthouse: Pet of the Year de Nicholas Guccione (Penthouse)
- 2001: Ultimate Thong-A-Thon de John Cross (Hot Body)
- 2002: Sneaky Preview 57 de John Cross (Hot Body)
- 2003: Busty Blondes: Nude and Beautiful (Mystique)
- 2005: Zdenka & Friends de James Hoffer (JMH Productions)
- 2010: Mark of the Whip 2 de Roman Nowicki (Teraz Film)
- 2016: Menandros & Thaïs de Ondrej Cikan / Antonin Silar (Die Gruppe)

## Curiosidades
- O retrato da personagem Viconia DeVir do game Baldur's Gate II: Shadows of Amn; é totalmente inspirado em Zdeňka Podkapová.[1]

- A representação visual da personagem Daisy do game Road Wars; é também baseado em Zdeňka.[2]

- Zdeňka aparece na capa do DVD, VHS e pôster do filme Gunblast Vodka de 2001.[3]